# Mangelia bandella
Mangelia bandella är en snäckart som först beskrevs av Dall 1881.  Mangelia bandella ingår i släktet Mangelia och familjen kägelsnäckor. Inga underarter finns listade i Catalogue of Life.